# Dominik Britsch
Dominik Britsch (* 21. Oktober 1987 in Bad Friedrichshall) ist ein deutscher Boxer und ehemaliger Interkontinentaler Meister der IBF im Mittelgewicht.

## Amateur
Dominik Britsch begann mit acht Jahren zu boxen und bestritt seine ersten Kämpfe mit zehn. Er boxte im Alter von 16 Jahren im Juniorennationalteam und erkämpfte 2005 mit der Heidelberger Boxstaffel den Titel als Oberliga-Meister. Als Amateur gewann er 59 von 69 Kämpfen und wurde zu dieser Zeit von seinem Vater Jürgen Britsch trainiert.

## Profikarriere
Im Jahre 2006 wechselte er ins Profilager zum Sauerland-Boxstall und boxte dort unter Trainer Ulli Wegner bis kurz vor Ablauf seines Vertrags 2014. Sein bisher größter sportlicher Erfolg war der Gewinn des Titels des IBF-Junioren-Weltmeisters im Mittelgewicht, den er am 14. März 2009 in seinem 13. Profikampf gegen den Polen Daniel Urbanski errang. Er verteidigte diesen Titel am 17. Oktober 2009 im Kampf gegen den Belgier Michael Recloux durch einen Punktsieg.
Am 16. Juli 2011 besiegte er in München den US-Amerikaner Ryan Davis durch technischen K. o. in Runde 9 und gewann damit den Interkontinentalen Meistertitel der IBF, den er am 22. Oktober 2011 in Ludwigsburg erfolgreich gegen den US-Amerikaner William „Billy“ Lyell verteidigte.
Am 25. Februar 2012 boxte er in Stuttgart um den EU-Titel der EBU im Mittelgewicht. Dabei erreichte er gegen seinen spanischen Gegner, den Ex-Europameister im Supermittelgewicht Roberto Santos, nur ein Unentschieden, wodurch der Titel vakant blieb. Beim Rückkampf am 15. September 2012 in Bamberg, verlor Britsch durch t.K.o. in Runde 8.
Am 2. Februar 2013 gewann er gegen Luis Crespo (8-3) einstimmig nach Punkten, sowie am 14. Dezember 2013 durch Mehrheitsentscheidung gegen Soufiene Ouerghi (5-2). Beim Rückkampf gegen Ouerghi im April 2014, verlor Britsch jedoch nach Punkten.
Er wird aktuell von seinem Vater Jürgen Britsch trainiert.

## Sonstiges
Britsch ist in Neckarsulm aufgewachsen und legte am dortigen Albert-Schweitzer-Gymnasium 2008 das Abitur ab.
Dominik Britsch unterstützte das Sozialprojekt Wir helfen Afrika als Stadtpate der Stadt Neckarsulm. Seit April 2017 ist er Botschafter des Vereins „Lolo‘s Friends - Hilfe für besondere Kinder“ in Leingarten/Heilbronn.